# Ротт (дворянский род)
Ротт (дворянский род) (нем. Rott, Roth) — дворянский род.
Титулярный советник Дмитрий Ротт, в службу вступил в 1797 году, 11.11.1819 награждён орденом св. Владимира 4 степени, а 3 ноября 1835 года пожалован ему с потомством диплом на дворянское достоинство.
Польский шляхетский род Ротт, герба Топор.

## Описание герба
Щит полурассечен-пересечен. В первой, лазуревой части, серебряное орлиное крыло, обремененное черною о шести лучах звездою. Во второй, червлёной части, золотой опрокинутый ключ. В третьей, золотой части, на червлёном пне, чёрная, с червлёными глазами и языком сова.
На щите дворянский коронованный шлем. Нашлемник: три серебряных страусовых пера. Намёт на щите справа - лазуревый, с серебром, слева - червленый, с золотом. Герб Ротта внесен в Часть 11 Общего гербовника дворянских родов Всероссийской империи, стр. 78.

## Описание фамилии
Фамилия Ротт происходит из немецкого слова красный, красивый.
Была распространена в Оренбургской области. Олег Ротт — казначей Оренбурга XIX века. В ΧΧ веке Игорь и Матвей Ротт открыли ювелирную мастерскую «У Адама».